# Palazzo Cavalli

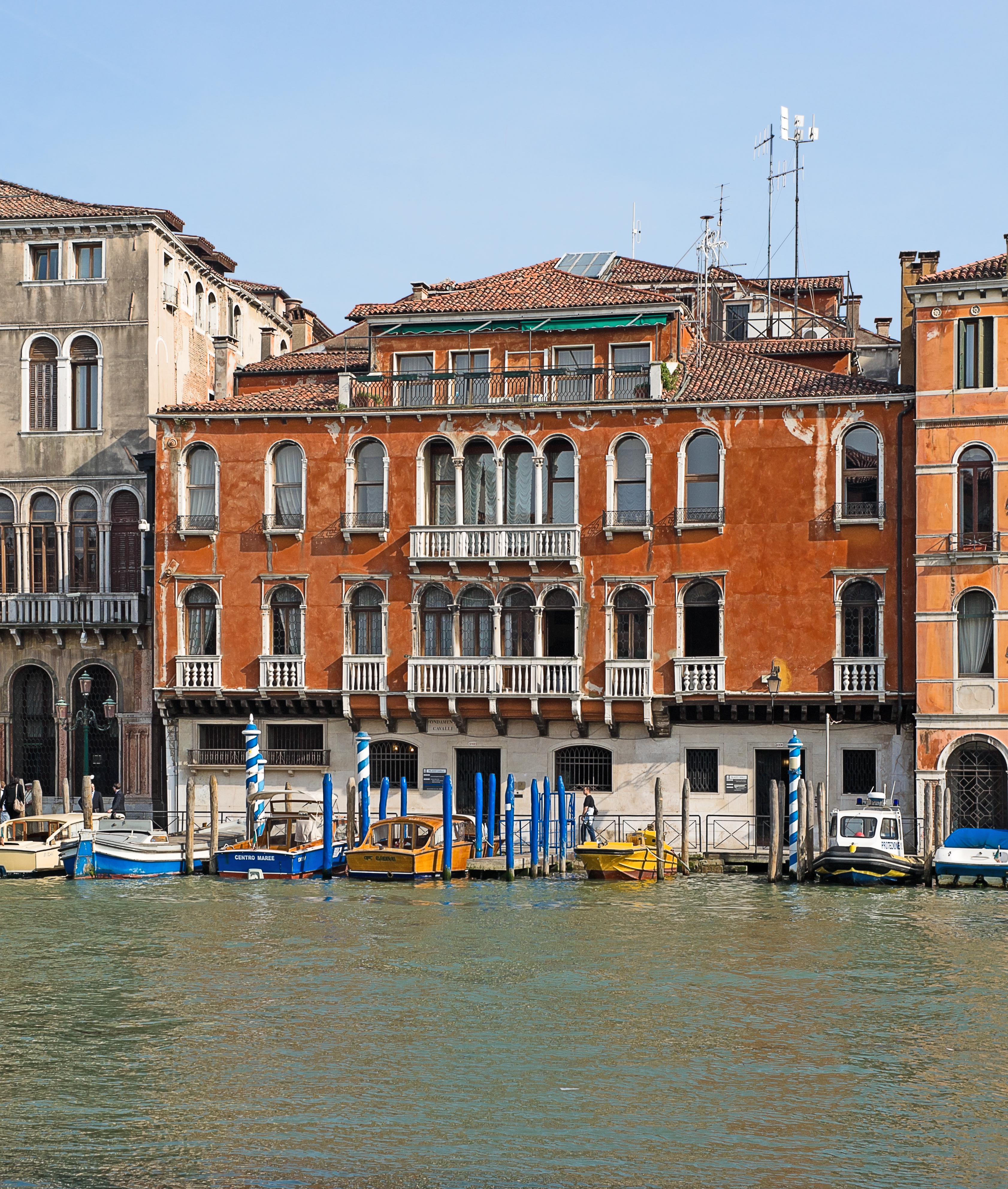
Palazzo Cavalli

Palazzo Cavalli, auch Palazzo Corner Martinengo, ist ein Palast in Venedig in der italienischen Region Venetien. Er liegt im Sestiere San Marco mit Blick auf den Canal Grande zwischen dem Palazzo Grimani und der Ca’ Farsetti, gegenüber dem Palazzo Barzizza.

## Geschichte
Der im 16. Jahrhundert erbaute Palast wurde in den folgenden Jahrhunderten umgebaut. Im 19. Jahrhundert wohnte dort eine Zeitlang der Schriftsteller James Fenimore Cooper.
Später wurde der Palazzo Cavalli in ein Hotel umgewandelt, beherbergt aber heute das Centro Previsioni e Segnalazioni Maree der Stadt Venedig, welches seit 1980 die offiziellen Acqua-alta-Vorhersagen veröffentlicht.

## Beschreibung
Das Gebäude hat drei Stockwerke und eine klassische Fassade im Stil des 16. Jahrhunderts.
Im Erdgeschoss finden sich zwei Portale auf einem kleinen Fundament zum Wasser hin.
Die beiden Hauptgeschosse, die gegenüber dem Erdgeschoss vorspringen, sind mit Vierfachrundbogenfenstern mit Balustraden versehen. Sie sind  von drei einfachen Fenstern pro Seite mit Brüstungen flankiert.
Eine kleine Attika mit Terrasse befindet sich über dem Mittelteil des Gebäudes und dem fein gezahnten Sims an der Dachkante.
Auf der Seite, zur Gasse hin, ist an dem Palast eine alte Liagò, eine klassische terrassierte Loggetta erhalten, wie sie typisch für die venezianische Adelsarchitektur war. Davon gibt es nur noch wenige Exemplare.